# 喻兆蕃
喻兆蕃（1862年—1920年），字庶三、字艮麓，江西省袁州府萍鄉縣人，清朝政治人物、進士出身。

## 生平
光緒十五年，登進士，選庶吉士；光緒二十年四月，散館，著以部属用，授工部主事。光緒十八年，父喪回家守制，后遇鄧海山、羅鳳岡民亂，齊協助守城。光緒二十一年，當地旱災，其隻身赴金陵求劉坤一賑災，獲救兵籌建賑災，數十萬人獲救。光緒二十九年，補浙江寧波府知府。后后創建法政學校，教授私學。光緒三十二年，補杭州府知府、同年八月升宁绍台海防兵备道。次年，任浙江布政使。宣統年間，任資政院議員。